# 埃斯莱本-托伊特莱本
埃斯莱本-托伊特莱本（德語：Eßleben-Teutleben，發音：[ˈɛsˌleːbn̩ ˈtɔʏtˌleːbn̩]）是德国图林根州瑟默达县曾经的一个市镇，面积7.65平方千米，2017年12月31日人口为287人。2019年1月1日，埃斯莱本-托伊特莱本所属的布特施泰特管理共同体解散，其与另外8个成员市镇并入市镇布特施泰特。